# 1940 en Lorraine
Chronologie de la Lorraine
- 1936
- 1937
- 1938
- 1939
- 1940
- 1941
- 1942
- 1943
- 1944

Cette page est une liste d'événements qui se sont produits durant l'année 1940 en Lorraine.

## Éléments de contexte
- Après l'armistice, l'armée allemande installe hors du Reich des Frontstalags, camps de prisonniers de guerre, destinés à détenir les soldats issus des colonies françaises. Principalement situés en France et en Pologne, la Lorraine en a compté un certain nombre, dans les localités suivantes : Epinal, Lunéville, Metz, Mirecourt, Nancy, Toul, Saint-Mihiel, Sarrebourg et Verdun[1].
- « Au total, 1,8 million de soldats français ont été faits prisonniers en mai-juin 40, dont plus d’un million entre le discours de Pétain et l’entrée en vigueur de l’armistice. En effet, la demande de Pétain de "cesser le combat" dès le 17 juin a brisé toute résistance organisée. » [2]

## Événements

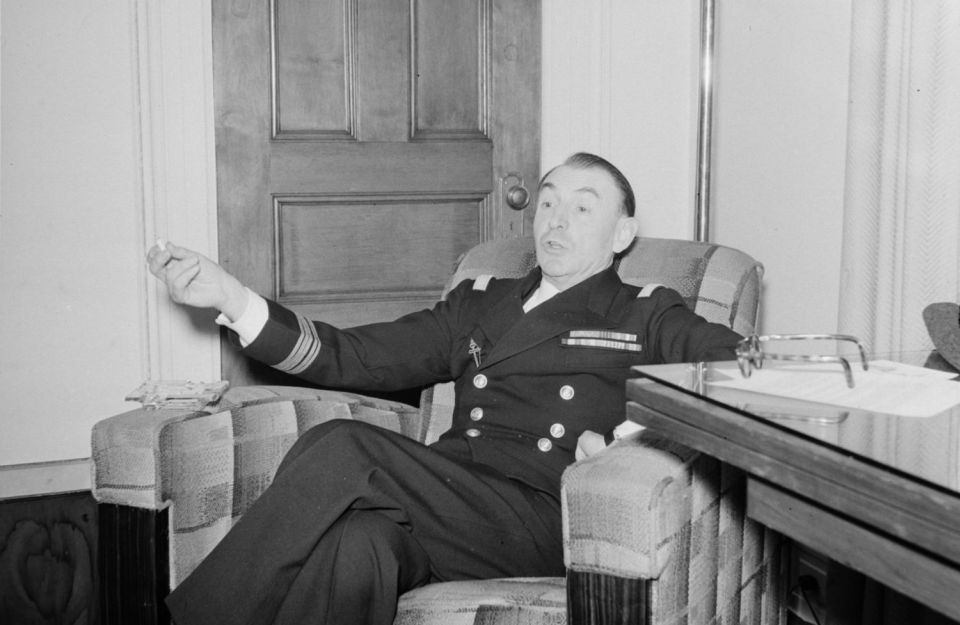
Commandant Thierry d'Argenlieu.

Drapeau de la France libre

- Le château de Lunéville sert comme centre de rassemblement de prisonniers en été 1940. Les Frontstalag 160 Lunéville et Frontstalag 162 Dommartin-lès-Toul sont actifs de juillet 1940 à mars 1941. En 1940 des camps de rétention sont également actifs à Baccarat, le Dulag de Baccarat ainsi qu'à Laxou : Frontstalag 161 Laxou, le Stalag La Malgrange.
- En 1940, l'Armée de l'air installe le GAO 2/506 sur le terrain de Chambley-Bussières. Cette unité d’observation est alors équipée de neuf Potez 631 et de cinq Mureaux 117. Contrairement à la plupart des autres terrains de l’Armée de l'Air de 1940, le terrain de Chambley n’est pas utilisé pendant le reste de la guerre, que ce soit par les Allemands ou par les Alliés.
- L'Amiral Georges Thierry d'Argenlieu fait adopter la croix de Lorraine par la France libre, il fallait aux Français libres une croix pour lutter contre la croix gammée.
- Entre 1940 et 1944, le camp de Thil fonctionne comme camp de travail installé par l'occupant nazi sur la commune de Thil, durant la Seconde Guerre mondiale. Il s'agissait d'un kommando du camp du Struthof (KL-Natzweiler). Situé dans le département de Meurthe-et-Moselle, à proximité de la ville de Villerupt, c'est le seul camp de concentration installé par les nazis en territoire français non annexé.
- L'Armée de l'air installe le GAO 2/506 sur le terrain de Chambley-Bussières. Cette unité d’observation est alors équipée de neuf Potez 631 et de cinq Mureaux 117. Contrairement à la plupart des autres terrains de l’armée de l'air de 1940, le terrain de Chambley n’est pas utilisé pendant le reste de la guerre, que ce soit par les Allemands ou par les Alliés.

### Janvier
- 1er janvier : la ville frontalière de Forbach est évacuée[3] préventivement.
- 10 au 26 janvier : vague de froid exceptionnelle en Lorraine[4] : il fait jusqu'à −24 °C à Metz
- 19 janvier : la température maximale est de −12,4 °C à Nancy. Les moyennes mensuelles à Nancy sont : minimale de -9,5° et maximale de -3,5°

### Février

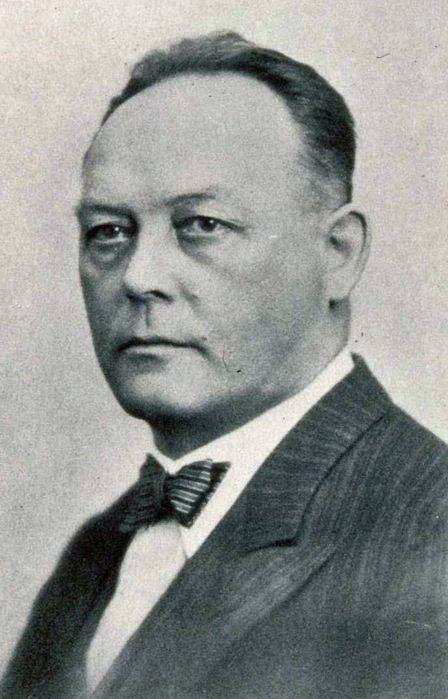
Charles Roos.

- 7 février : Charles Roos, homme politique et indépendantiste alsacien, accusé d'espionnage, est fusillé sur le terrain militaire de Champigneulles.

### Mai
- Mai 1940 : le terrain de la Base aérienne 133 Nancy-Ochey sert de quartier général pour la Zone d'Opérations Aériennes Est (Z.O.A.E.). Le No. 3 Wing du Royal Naval Air Service britannique y est également basé pendant la Bataille de France.
- 10 au 13 mai : combats entre alliés franco-britanniques et Allemands pendant la bataille de France, en particulier à Longwy.
- 19 mai : les allemands qui avaient pris le fort de La Ferté dans les Ardennes, ouvrage le plus à l'Ouest de la Ligne Maginot, sont stoppés par l' ouvrage de Fermont[5].

### Juin

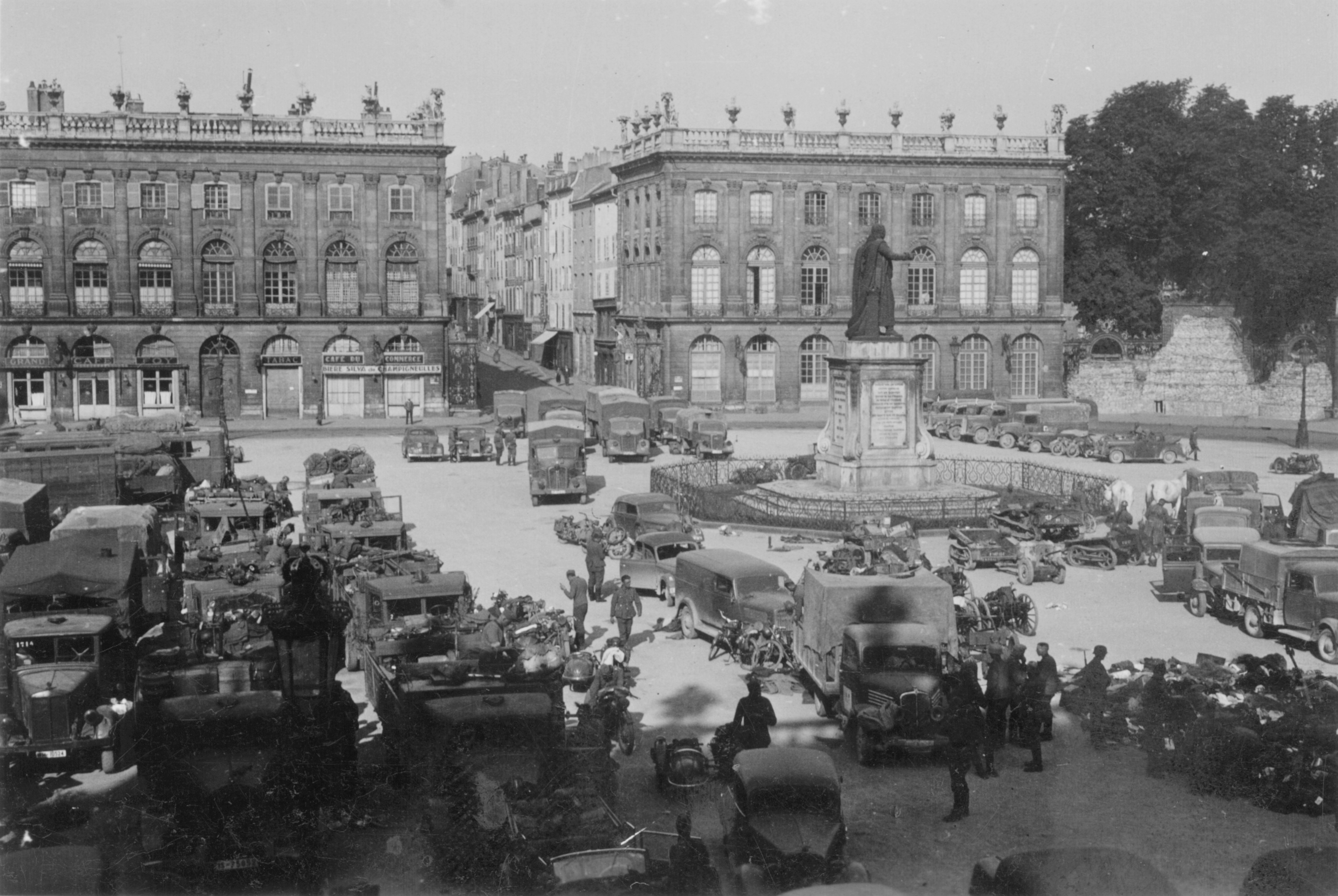
Place Stanislas occupée par des soldats allemands avec camions de ravitaillement en juin 1940.

- Juin : pour protéger la retraite des troupes françaises le génie fait sauter les arches centrales du viaduc de la Taverne à Dinozé.
- 11 juin : les Allemands vont à leur tour bombarder le viaduc de Bertraménil au cours de leur offensive de manière à couper tout lien ferroviaire aux troupes françaises dans ce secteur.
- 13 juin :  l'Est Républicain parait pour la dernière fois.
- 15 juin : le groupe blindé de Heinz Guderian atteint Verdun et Bar-le-Duc. Il tente de prendre à revers la ligne Maginot dont la plupart des ouvrages résistent[6].
- 17 juin : l'armée allemande entre à Metz sans combattre[6].
- 18 juin : l'armée allemande entre à Nancy, Épinal et Belfort[6].
- 18 au 22 juin : Bataille de Toul. Le 227ème RI du groupe Dubuisson résiste à un ennemi supérieur en nombre. Outre les morts militaires et civils, la ville est détruite à 40 %[7]. La cathédrale Saint-Etienne touchés par un obus de 210 prend feu[6],[8].
- L'aéroport de Nancy-Essey est occupé par la Luftwaffe entre 1940 et 1944, il a été bombardé à plusieurs reprises.
- 19 juin : une centaine de prisonniers de guerre français, en majorité des Tirailleurs sénégalais du 12°R.T.S., sont assassinés par des troupes allemandes dans une grange de la région de Neufchâteau[9].
- 22 juin : Les allemands prennent Saint-Dié-des-Vosges[6].
- Quand l'armistice du 22 juin 1940 est signée, le cas de l'Alsace et de la Moselle n'est pas évoqué[10]. Ce territoire reste donc juridiquement français, bien qu'il fasse partie de la zone militairement occupée par l'Allemagne.

- 23 juin : après l'armistice, la Wehrmacht s'installe à Mirecourt : l'Hôpital psychiatrique de Ravenel, en construction, est transformé en camp de transit et d'internement : le Frontstalag 120[11].

### Juillet
- 1er juillet : adoption par la France libre de la croix de Lorraine pour symbole sur la proposition du vice-amiral Émile Muselier faite à de Gaulle, le 1er juillet 1940, en présence du capitaine de corvette Thierry d'Argenlieu[12],[13],[14] pour lutter contre la croix gammée nazie[15].

- 8 juillet :  les autorités réquisitionnent les locaux de L'Est républicain[16].
- 10 juillet : Georges Mazerand, Député de Meurthe-et-Moselle, ne prend pas part au vote sur la remise des pleins pouvoirs au Maréchal Pétain, les députés Philippe Serre et Gaston Thiébaut votent contre[7].
- 25 juillet : annexion de facto de l'Alsace et la Moselle[7].

### Août

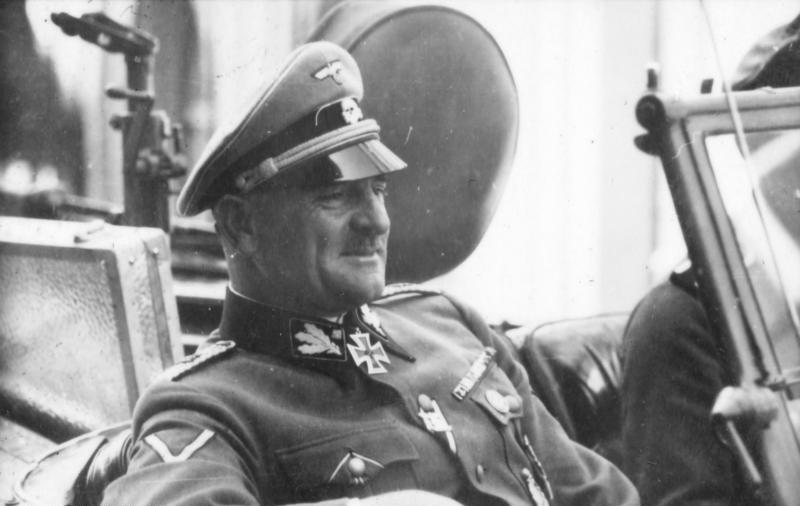
Sepp Dietrich, portant sa croix de chevalier de la croix de fer à Metz, en septembre 1940.

- L'évêque de Metz, monseigneur Heintz est expulsé par les allemands[17].
- Les premiers actes de résistance ont lieu en Meurthe-et-Moselle[6].
- 2 août : le journal collaborationniste L'Écho de Nancy publie son premier numéro. Totalement contrôlé par les allemands, il défend le nazisme, Adolf Hitler et prône l'antisémitisme.
- 7 août : le Gauleiter Josef Bürckel prend ses fonctions à Sarrebruck, en tant que nouveau chef de l'administration civile allemande en Moselle. Le « CdZ-Gebiet Lothringen » remplace officiellement le département de la Moselle.
- 8 août : le préfet du département de la Moselle Bourrat est expulsé de ce nouveau « territoire allemand ».
- 13 août : la Leibstandarte SS Adolf Hitler stationne à Metz, en Lorraine annexée. La division SS, dont les pertes s'élevaient à près de 500 hommes[18] (environ 110 tués et 390 blessés), est réorganisée à Metz. Elle est renforcée de quelques bataillons et compte alors 6 500 hommes (1 SS-Artillerie-Regiment, 1 SS-Pionier-Bataillon, 1 SS-Aufklärungs-Abteilung, 1 SS-Nachrichten-Kompanie, 1 SS-Bataillon).
- 15 août : de nombreux messins déposent des bouquets de fleurs aux couleurs du drapeau français au pied de la statue de la vierge, place Saint-Jacques[6].
- 16 août : le gauleiter Josef Bürckel expulse plusieurs milliers de personnes en représailles aux manifestations de la veille[19]. Près de 85 000 Mosellans, principalement francophones, seront expulsés.

### Septembre

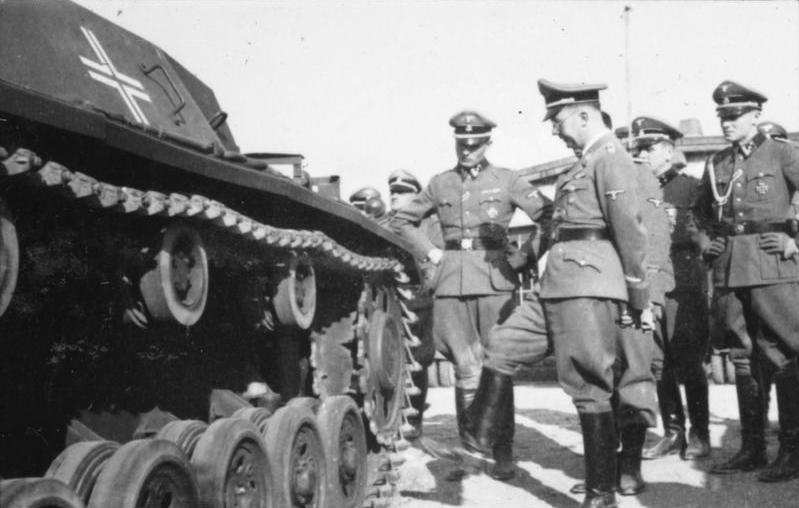
Himmler inspectant un char de la 1re SS Division, Metz (7 septembre 1940).

- La division Leibstandarte SS Adolf Hitler reçoit un nouvel étendard le 7 septembre 1940, au fort de Plappeville sur les hauteurs de Metz, en présence de Sepp Dietrich et du Reichsführer-SS Heinrich Himmler[20].
- Le séminaire de Metz est réquisitionné pour la Schütz Polizei (Schupo), Commandement de la police urbaine, et la Kripo (ou Kriminal Polizei), Direction de la police criminelle allemande. Les séminaristes sont dirigés vers Spire[17].
- Ostland, société allemande, colonise les terres agricoles de la Lorraine non annexée. Des industries et des mines subissent le même sort[19].
- 4 septembre : premier sabotage dans la Meuse [19]

### Octobre
- 18 octobre : Le régime nazi annexe l'Alsace-Moselle de fait au territoire allemand, par un décret signé par le Führer Adolf Hitler qui en interdit la publication[21]

### Novembre
- 30 novembre : la Moselle est réunie à la Sarre et au Palatinat pour former une nouvelle province allemande, le Gau Westmark. Thionville redevient Diedenhofen, Sarreguemines redevient Saargemünd. La Moselle devient un CdZ-Gebiet (une division administrative territoriale de l'Allemagne nazie) officiellement rattachée au Gau Westmark[22].

### Décembre
- 25 décembre : Adolf Hitler est à Metz pour Noël[23]. Il rend visite à la 1re division SS Leibstandarte SS Adolf Hitler, stationnée dans le secteur de Metz depuis août 1940, passant la nuit du 25 au 26 décembre à l'Hôtel des mines[24] de l'avenue Foch, en compagnie de Sepp Dietrich et des cadres de cette unité[23].
- Le lendemain 26 décembre, après avoir passé en revue ses troupes d'élite, Hitler leur fit un discours[25], et se rendit dans l'après-midi à Sarrebourg, puis à Lutzelbourg, où il fut reçu vers 17 h à l’hôtel des Vosges, pour fêter Noël avec les hommes du 125e régiment d'infanterie[23].

## Inscriptions ou classements aux titre des monuments historiques
- Hôtel de la Mission Royale[26]

## Naissances

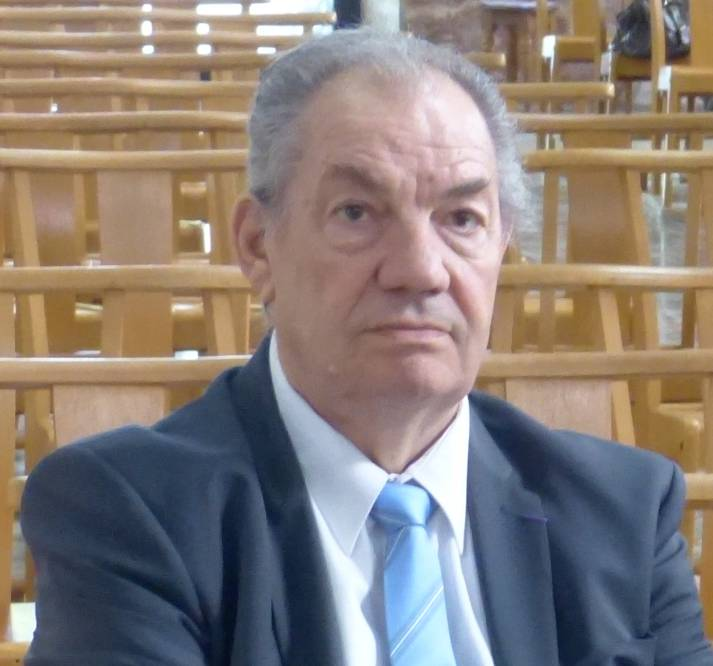
Daniel Prévot

- 26 janvier à Foug : Claude Schockert, évêque catholique français, évêque émérite de Belfort-Montbéliard depuis 2015.
- 1er février à Ars-sur-Moselle : Michel Heinrich, footballeur français.
- 8 février, Nancy : François Bizot[27], est un anthropologue français, spécialiste du bouddhisme du Sud-Est asiatique (Cambodge, Thaïlande, Birmanie, Laos, Sud-Yunnan) à l'École française d'Extrême-Orient (EFEO) et à l'École pratique des hautes études (EPHE).
- 24 février à Épinal : Jean-Marie Cavada, journaliste et homme politique français. Il est député européen de 2004 à 2019, président du Mouvement européen - France de 2011 à 2016 et président du mouvement Génération citoyens (GC) depuis 2015.
- 9 mars à Metz : Jacques Weber, dit Roby Weber, mort accidentellement le 8 avril 1967 au Mans[28], pilote automobile français. Il a notamment terminé second du championnat de France de Formule 3 en 1966.
- 25 mars à Ferdrupt : Guy-Pierre Baumann, mort le 1er septembre 2022 à Strasbourg, cuisinier et restaurateur français.
- 2 avril à Metz : Monique Messine, née Monique Marguerite Alberte Vanwelsenaere , morte le 11 juillet 2003 à Guyancourt, actrice et chanteuse française. Elle a notamment tourné avec Jean-Luc Godard et Roger Vadim.
- 7 avril, à Rouceux (Vosges) : Daniel Prévot, mort le 12 février 2016 (à 75 ans) à Nancy (Meurthe-et-Moselle), mathématicien, spéléologue et lichénologue français.
- 29 avril en Lorraine : Raymond Perrin, auteur français.
- 16 mai Cousances-les-Forges : Jean-Pierre Humblot, personnalité française, mort assassiné en 2003 pour des motifs homophobes et transphobes.
- 27 mai à Giraumont  : Jean-Claude Piumi, footballeur français, mort le 24 mars 1996[29] à Fréjus (Var). Comptant 4 sélections avec l'équipe de France entre 1962 et 1967, il participe à la Coupe du monde 1966 en Angleterre .
- 4 juin à Walscheid : Clotilde Ngouabi (née Martin), morte le 30 octobre 2019 à Strasbourg[30], épouse de Marien Ngouabi, président de la république du Congo, entre 1968 et 1972.
- 5 août à Longeville-lès-Metz : Raymond Étienne, de son nom complet Raymond Pierre Étienne, mort le 17 avril 2023 à Thionville[31], responsable de la communauté Emmaüs de Peltre, près de Metz, en 1967 jusqu'à sa retraite en 2009, soit 42 ans[32].
- 23 août à Hadol : Jean-Paul Mathieu, évêque catholique français, évêque émérite de Saint-Dié depuis juin 2016.
- 11 septembre à Corny-sur-Moselle : Gérard Géorgin, footballeur français. Il évolue durant sa carrière au poste de milieu et d'attaquant, principalement au FC Nantes et à l'AC Ajaccio.
- 13 septembre à Nancy : Pierre-Luc Séguillon, parfois surnommé par ses initiales PLS[33], mort le 31 octobre 2010 à Paris, est un journaliste de télévision, de presse écrite et de radio français.
- 19 octobre à Saint-Laurent-sur-Othain : Bernard Schreiner, mort le 23 mai 2002 à Mantes-la-Jolie (Yvelines), militant étudiant, devenu journaliste et homme politique français.
- 22 décembre à Rambervillers : Pierre Guillaume, mort le 11 juillet 2023[34] à Ambernac[35], éditeur et militant politique français.

## Décès

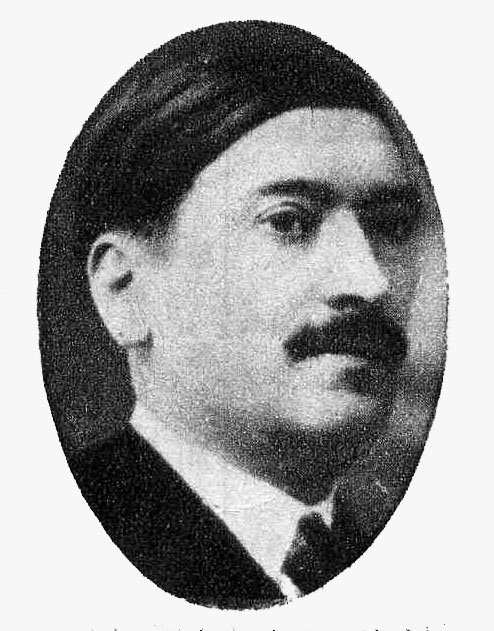
Désiré Ferry

- 11 janvier à Piennes en Meurthe-et-Moselle : Désiré Ferry, sur la ligne Maginot, par un froid intense de -25°, est frappé de congestion et, transporté à l'ambulance chirurgicale de son corps d'armée, il y décède quelques heures plus tard. Son nom est gravé au Panthéon dans la liste des "écrivains morts sous les drapeaux".
- 7 février à Champigneulles : Charles Roos, Karl Roos (également Carl Roos [36], en français Philippe-Charles Roos), né le 7 septembre 1878 à Surbourg (Alsace-Lorraine), enseignant et homme politique alsacien. Après 1918 et le retour à la France des territoires cédés à l'Allemagne en 1871, il rejoint le mouvement autonomiste et devient conseiller municipal de Strasbourg en 1929 puis conseiller général du Bas-Rhin en 1931. Il est fusillé pour avoir livré des renseignements d'ordre militaire à une puissance étrangère [37] durant la drôle de guerre.
- 7 mars à Nancy : Antoine Trampitsch (également Anton Trampitsch ou Trampič, né le 4 avril 1860 à Wegscheide/Razpotje  (Köttmannsdorf (ou Kotmara), en Carinthie en Autriche) , maître brasseur et grand industriel français d'origine slovène.
- 5 mai à Nancy : Émile Nicolas, né le 29 décembre 1871 à Saint-Max [38],  greffier, critique d'art et botaniste français membre fondateur de l'École de Nancy et membre du comité directeur de l'Alliance provinciale des industries d'art.
- 13 mai à Volmerange-les-Mines (Moselle) : Félix Eugène Grat, historien et homme politique français, né à Paris le 12 novembre 1898.
- 16 mai disparu sur le front près d'Inor :  Jean Lasne, né le 7 octobre 1911 à Bolbec (Seine-Inférieure), peintre français travaillant à Paris.
- 18 mai, tué au combat, à Inor dans la Meuse : Julien Buge, né le 18 février 1913 à Paris XIIe footballeur français[39].
- 15 juin à Rembercourt-Sommaisne : Léon Cazeilles, né à Prats-de-Mollo le 12 août 1893 , mort pour la France[40]),  colonel d'Infanterie coloniale qui s'illustra lors de la Seconde Guerre mondiale et finit sa carrière comme chef de corps du 21e régiment d'infanterie coloniale.
- 19 juin à Baccarat : Maurice Jaubert, compositeur français de musique classique et de musique de films, né à Nice le 3 janvier 1900 et mort pour la France, à l'hôpital de Baccarat.
- 21 juin à Bertrambois : Georges Bonnefoy[41], né le 5 mars 1912 à Agen, intellectuel français, tué au combat au début de la Seconde Guerre mondiale.
- 26 juillet à Bras-sur-Meuse : Georges Lecourtier, agriculteur et homme politique français né le 23 décembre 1866 à Bras-sur-Meuse, dans la Meuse.